# راسيل بيك
راسيل بيك (بالإنجليزية: Russell Peck)‏ هو معلم موسيقى وملحن أمريكي، ولد في 25 يناير 1945، وتوفي في 1 مارس 2009.

## وصلات خارجية
- راسيل بيك على موقع ميوزك برينز (الإنجليزية)
- راسيل بيك على موقع ديسكوغز (الإنجليزية)